# 威爾遜鎮區 (密蘇里州金特里縣)
威爾遜鎮區（英語：Wilson Township）是位於美國密蘇里州金特里縣的一個行政鎮區。

## 地方資料
威爾遜鎮區的面積為127.11平方千米，皆為陸地。根據2020年美國人口普查的數據，當地共有人口409人，而人口密度為每平方千米3.22人。